# Luiz Carlos Prates
Luiz Carlos Prates (cunoscut sub numele de Prates; n. 26 ianuarie 1943, Santiago, Rio Grande do Sul, Brazilia) este un jurnalist și psiholog brazilian care activează în domeniile istoriei radiofoniei și televiziunii.

## Biografie
Născut în orașul Santiago din Brazilia în 1943, a trăit primii săi șapte ani din viață într-o fazenda din țara sa natală. Apoi și-a petrecut întreaga adolescență în orașul Santa Maria.
Și-a început cariera profesională la Porto Alegre, în 1960, lucrând pe post de comentator sportiv la Rádio Porto Alegre. În anul următor s-a transferat la Rádio Difusora și apoi la Rádio Guaíba. Între 1964 și 1969 a fost corespondent în Brazilia al companiei americane Voz da América.
A absolvit studii de psihologie la Pontifícia Universidade Católica do Rio Grande do Sul, după care a început să lucreze la Rádio Gaúcha și a fost comentator sportiv pentru patru campionate mondiale de fotbal din 1978 până în 1990.
În 1981 s-a mutat în statul Santa Catarina. Din 2011 până în 2015 a lucrat la SBT Santa Catarina. Începând din aprilie 2018 lucrează la canalul Rede Independencia de Comunicação.; 